# AGETIC
La Agencia de Gobierno Electrónico y Tecnologías de Información y Comunicación (AGETIC) es una institución pública descentralizada del Ministerio de la Presidencia de Bolivia. Tiene entre sus atribuciones la implementación de políticas, planes y estrategias de Gobierno Electrónico y de Tecnologías de la Información y la Comunicación para las entidades del Estado.

## Historia
La AGETIC fue creada mediante el Decreto Supremo n.º 2514 de 9 de septiembre de 2015.
La implementación de tecnologías de información y comunicación en el Estado boliviano por parte de AGETIC se enmarca en el Pilar 4 "Soberanía Científica y Tecnológica con identidad propia" de la Agenda Patriótica del Bicentenario 2025 aprobada mediante la Ley 650 de 15 de enero de 2015.
En el marco de la soberanía tecnológica, la implementación de TIC y gobierno electrónico en Bolivia implica el desarrollo autónomo y soberano de estas tecnologías en estándares y código abierto, acordes al contexto nacional y a las necesidades de los usuarios y las usuarias, a fin de mejorar la relación entre las instituciones púbicas, representantes del Estado, y la población.
En este sentido, mediante el Decreto Supremo 3251 de 12 de julio de 2017, se aprueban los planes de implementación de gobierno electrónico y software libre en el estado boliviano, cuya aplicación y seguimiento están a cargo de AGETIC.

## Funciones
El plan de implementación de gobierno electrónico establece tres ejes estratégicos de trabajo dentro del marco operativo de las funciones desarrolladas por AGETIC:
- Gobierno soberano, orientado a políticas, programas y proyectos sobre infraestructura tecnológica, seguridad y almacenamiento soberano de la información, ciudadanía digital, innovación y desarrollo tecnológico.

- Gobierno eficiente, orientado a políticas, programas y proyectos sobre simplificación de trámites, registros y servicios públicos digitales y gestión pública.

- Gobierno abierto y participativo, orientado a políticas, programas y proyectos sobre datos abiertos, participación y control social mediante medios digitales, inclusión digital y agenda digital.

## Programas y proyectos

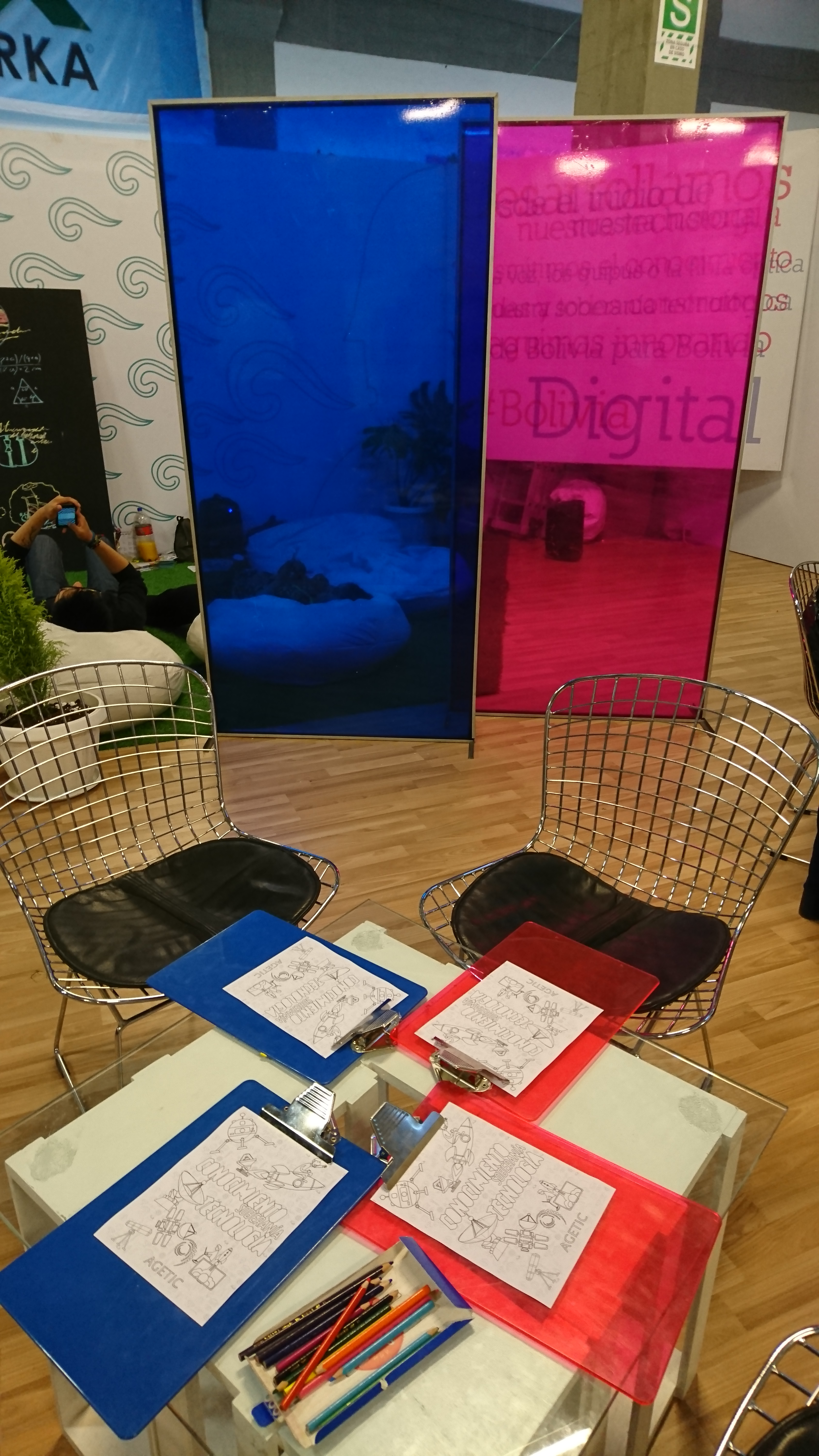
Espacio de lectura y actividades AGETIC en la feria internacional del libro de 2018 en el campo ferial Chuquiago.

### Simplificación de trámites
En el Decreto Supremo 2514, establece como parte de las funciones de esta institución "Desarrollar e implementar programas, proyectos y servicios de gobierno electrónico y tecnologías de información y comunicación. Entre los años 2016 y 2019 se han presentado 3 paquetes de simplificación de trámites:

#### Primer paquete, para trámites simplificados:[5]
- Ministerio de Trabajo, Empleo y Previsión Social: Registro Obligatorio de Empleadores y Envío de planillas de los trabajadores.

- Ministerio de Desarrollo Productivo: Oficina Virtual de Registro de Comercio, Gaceta Electrónica de Registro de Comercio y Registro y Certificación de Unidades Productivas (PROMUEVE y PROBOLIVIA).

- Ministerio de Salud: Qmara: Servicio Social de Salud Rural Obligatorio.

#### Segundo paquete de desarrollo:[6]
- Ministerio de Desarrollo Productivo: Sello hecho en Bolivia.

- Ministerio de Planificación: Registro Único Nacional de ONG.

- Ministerio de Salud: Certificado de Nacido Vivo. Sistema de programación de citas para personas con discapacidad.

#### Tercer paquete:[7][8][9][10]
- Plataforma de Pagos

- Plataforma Minera

- Portal de trámites gob.bo

- Sistema para personas con discapacidad.

### Ciudadanía Digital
En junio del año 2018 se aprobó la ley 1080 de Ciudadanía Digital, que tiene por objeto "establecer las condiciones y responsabilidades para el acceso pleno y ejercicio de la Ciudadanía Digital en el Estado Plurinacional de Bolivia". En esa ley se establece que la AGETIC tiene la atribución de establecer y dirigir los lineamientos y estándares técnicos para la implementación de la ciudadanía digital. Los primeros ciudadanos y ciudadanas digitales fueron los voluntarios del programa Inclusión Digital.

#### Inclusión Digital:
Como parte de las funciones de la AGETIC, expresadas en el Decreto Supremo 2514, en el artículo 7, inciso O, está "Proponer políticas y desarrollar acciones orientadas a reducir la brecha digital, fortalecer los procesos de transparencia, acceso a la información pública, participación y control social y avanzar en la soberanía tecnológica del Estado Plurinacional de Bolivia".
El proyecto piloto de inclusión digital se realizó el año 2018, en el departamento de La Paz. Su objetivo principal era fortalecer el uso de las TIC en aquellas personas menos tecnologizadas, con la finalidad de que todas y todos tengan las herramientas necesarias para ejercer su ciudadanía digital.
Este proyecto se realizó de la mano y en coordinación con la campaña Yatiña Iyambae (Saber sin dueño). Para el desarrollo del proyecto se convocó a jóvenes voluntarios que puedan dotar de herramientas tic en software libre, en las aulas de 5 colegios públicos de La Paz y El Alto. En este se capacitaron a profesores y profesoras en el uso de herramientas digitales en software libre para que las puedan usar en el aula con sus alumnos. Asimismo se hizo un acompañamiento durante 2 meses en las aulas para que estudiantes utilicen las computadoras Kuas.
En mayo de 2019 se aprobó el Decreto Supremo 3900 que autoriza a la AGETIC, para la implementación del Programa de Inclusión Digital: El incremento en la gestión 2019, de la subpartida 25220 “Consultores Individuales de Línea”; Dotaciones a entidades públicas; y Las transferencias público-privadas.
En ese sentido el Programa arrancó a Nivel Nacional el segundo semestre de 2019, en 5 departamentos de país. 

#### Agenda Digital
Es una Política Pública en Tecnologías de Información y Comunicación que definirá y aglutinará las metas a corto y mediano plazo en diferentes ámbitos y sectores de la sociedad para que las y los bolivianos decidamos el futuro digital y tecnológico que queremos construir de forma soberana, digna y libre.
Los ejes temáticos son:
- Tecnología para la vida (Coordinador Esteban Quispe Churata)[23]
- Arte y comunicación digital
- Gobierno Abierto (Coordinadora Cristina Loma)[24]
- Economía Digital / del Conocimiento (Coordinador: Adolfo Lang Camacho)
- Madre Tierra y Tecnología (Coordinador Rodrigo Meruvia Soria)[25]

Los ejes transversales son:
- Género e inclusión/tecnología (Coordinadora Raisa Valda)[26]

- Seguridad e Infraestructura

Se realizaron 9 talleres en todo el país, uno por cada departamento., con la finalidad de recoger los comentarios e iniciativas de la ciudadanía para la construcción colectiva de este documento.

#### Consejo para las Tecnologías de Información y Comunicación del Estado Plurinacional de Bolivia (CTIC-EPB)[27]
En mayo de 2016 se crea el Consejo para las Tecnologías de Información y Comunicación del Estado Plurinacional de Bolivia, "un espacio pensado para debatir temas específicos que sean relevantes en el ámbito de las TIC para la implementación de gobierno electrónico. A través del Consejo se elaboran propuestas de normativa, estándares, protocolos, guías, catálogos y otros mecanismos técnicos para el funcionamiento de políticas coordinadas entre las instituciones de gobierno. "
Hasta el momento, a través de este consejo, se han aprobado 8 documentos, entre lineamientos y estándares técnicos:
1. Lineamientos para la adecuación y publicación de datos abiertos[31]
2. Alternativas para la selección de software libre[32]
3. Lineamientos para la implementación de servicios de interoperabilidad para las entidades del sector público[33]
4. Lineamientos para la elaboración e implementación de los Planes Institucionales de Seguridad de la Información de las entidades del sector público[34]
5. Lineamientos para la elaboración e implementación de Planes de Contingencia tecnológica en entidades del sector público[35]
6. Lineamientos para la organización del desarrollo, publicación, documentación y licenciamiento del software del Estado Plurinacional de Bolivia[36]
7. Lineamientos y buenas prácticas para la implementación de un Centro de Procesamiento de Datos[37]
8. Lista de Formatos de Archivos Basada en la Definición de Estándares Abiertos[38]
9. Términos y Condiciones de Uso de Datos Abiertos[39]

El director general ejecutivo desde la creación de la institución hasta la renuncia del expresidente de Bolivia Evo Morales, fue Nicolás Laguna, quien se encuentra entre las 100 personas más influyentes en el mundo en Gobierno Digital 2019, en la categoría de "líderes jóvenes", emitida por apolitical.
Recientemente la institución ha sufrido severas críticas por parte de órganos internos del gobierno de Jeannine Añez, dado que el gobierno actual acusa al ex-director Nicolás Laguna, de participar en el supuesto Fraude Electoral en los comicios de octubre en Bolivia, sin presentar una sola prueba. Ni en el informe presentado por la Organización de Estados Americanos, se le menciona en ningún momento, a pesar de que la investigación que realizó el equipo técnico tenía acceso a todos los logs. Actualmente se encuentra refugiado en la embajada de México en La Paz.
Recientemente se aprendió a funcionarios de la institución, quienes habrían llevado a cabo hechos de difamación a través de las redes sociales contra el gobierno en transición.

## Publicaciones
- "Estado TIC, Estado de las Tecnologías de Información y Comunicación en el Estado Plurinacional de Bolivia",[46] La Paz - Bolivia, 2018.
- "Trabajo, Conocimiento y Vigilancia, 5 ensayos sobre tecnología",[47] La Paz - Bolivia, 2018.